# Helen Fielding
Helen Fielding (Yorkshire, 19 de febrero de 1958) es una escritora británica, conocida sobre todo por su obra El diario de Bridget Jones, que en 2001 fue llevada al cine con mucho éxito.
Estudió Literatura inglesa en la Universidad de Oxford y comenzó a trabajar en la BBC.
Su primera novela fue Ricos y famosos en Nambula, una obra basada en sus vivencias periodísticas en África.
Alcanzó la fama al publicar en la prensa británica una columna diaria sobre una mujer treintañera, llamada Bridget Jones, que vive sola en Londres y trabaja en una editorial.
En 1996 publicó la novela El diario de Bridget Jones, que relataba un año en la vida de este personaje.
Obtuvo el premio British Book Award y llegó a ser uno de los fenómenos literarios de los años noventa, tanto por la exitosa vida editorial (pues la novela había alcanzado unas ventas millonarias) como por la fama que le dio la película.
La novela fue llevada a la gran pantalla con Renée Zellweger en el papel de Jones, acompañada de Colin Firth y Hugh Grant.
Fielding escribió una segunda novela con este mismo personaje: Bridget Jones: The Edge of Reason.